# Louis Weil
Pour les articles homonymes, voir Weil.
Louis Weil, né le 17 avril 1914 et décédé le 24 février 1968, est un physicien français spécialiste du magnétisme, des très basses températures et de la supraconductivité et ses applications.

## Biographie
Entre 1932 et 1936, Louis Weil est élève à l'École normale supérieure. De 1935 à 1936 il prépare l'agrégation avec Georges Bruhat. De 1936 à 1938 il effectue son service militaire en tant que sous-lieutenant d'artillerie DCA. Dès 1938, il devient l'assistant du futur prix Nobel de physique Louis Néel. Après sa démobilisation il l'accompagne pour l'Institut polytechnique de Grenoble en 1940. Avec le déclenchement de la Seconde Guerre mondiale, quelques scientifiques français viennent se réfugier à Grenoble, encore en zone libre. A Grenoble Louis Weil termine sa thèse qu'il soutient en 1941 à Clermont-Ferrand où s'est repliée l'Université de Strasbourg dont il fait partie. Il travaille en contrat avec l'industrie sur la mise au point d'aimants permanents à base de fer (donc peu couteux). Ce noyau de scientifiques : Louis Weil, Noël Felici et Louis Néel rejoints en 1943 par Félix Bertaut constitue "l'équipe ferromagnétisme" et lance de nouvelles orientations. Noël Félici étudie et construit avec Roger Morel de nouvelles machines électrostatiques de puissance. À la fin de la guerre, Néel et Weil restent à Grenoble plutôt que de retourner à Strasbourg. Dès 1946, Néel fonde le Laboratoire d'Electrostatique et de Physique du Métal qui recrute ses premiers ingénieurs formés à l'Institut Polytechnique de Grenoble. Albert Lacaze (promotion 1947) va construire sous la direction de Louis Weil le premier liquéfacteur d'hydrogène, puis d'hélium donnant accès aux très basses températures, ce qui ouvre la voie à de nouvelles étude du faible magnétisme, et surtout de la supraconductivité. Il s'occupe avec succès de la Direction Générale de la Promotion Supérieure par le Travail pour les employés des industriels locaux.  En 1962, Weil est à l'origine de la création du Centre de recherches sur les très basses températures dans les nouveaux locaux de la rue des martyrs au Polygone scientifique de Grenoble, devenant un scientifique de réputation internationale dans le domaine de la cryogénie.

## Domaines de recherche
Louis Weil qui a travaillé sur le magnétisme d'alliages dilués de Fe, Ni ou Mn dans le cuivre, l'or ou l'aluminium lors de sa thèse, passe à l'amélioration des propriétés magnétiques des aimants permanents (à base de particules de fer allongées) pour leurs applications.
En 1946, Weil travaille sur des matériaux anti-radar pour la marine nationale. Il travaille, avec Albert Lacaze, dès 1947 sur la création de liquéfacteurs d'hydrogène et d'hélium étendant ainsi les domaines d'exploration du magnétisme et ouvrant la voie aux études sur la supraconductivité.

## Mandats scientifiques
Il est élu doyen de la faculté des sciences de Grenoble en 1961 et s'implique fortement dans la naissance du domaine universitaire de Grenoble. L'amphithéâtre de la place centrale du campus porte son nom pour lui rendre hommage, ainsi qu'une voie d'accès à ce campus.

## Hommages

### Distinctions
- Louis Weil est officier de l'Instruction Publique le 14 juillet 1955.

- Il obtient le prix Charles Louis de Saulces de Freycinet en 1957.

- Il est fait Chevalier de la légion d'Honneur le 14 juin 1958[9].

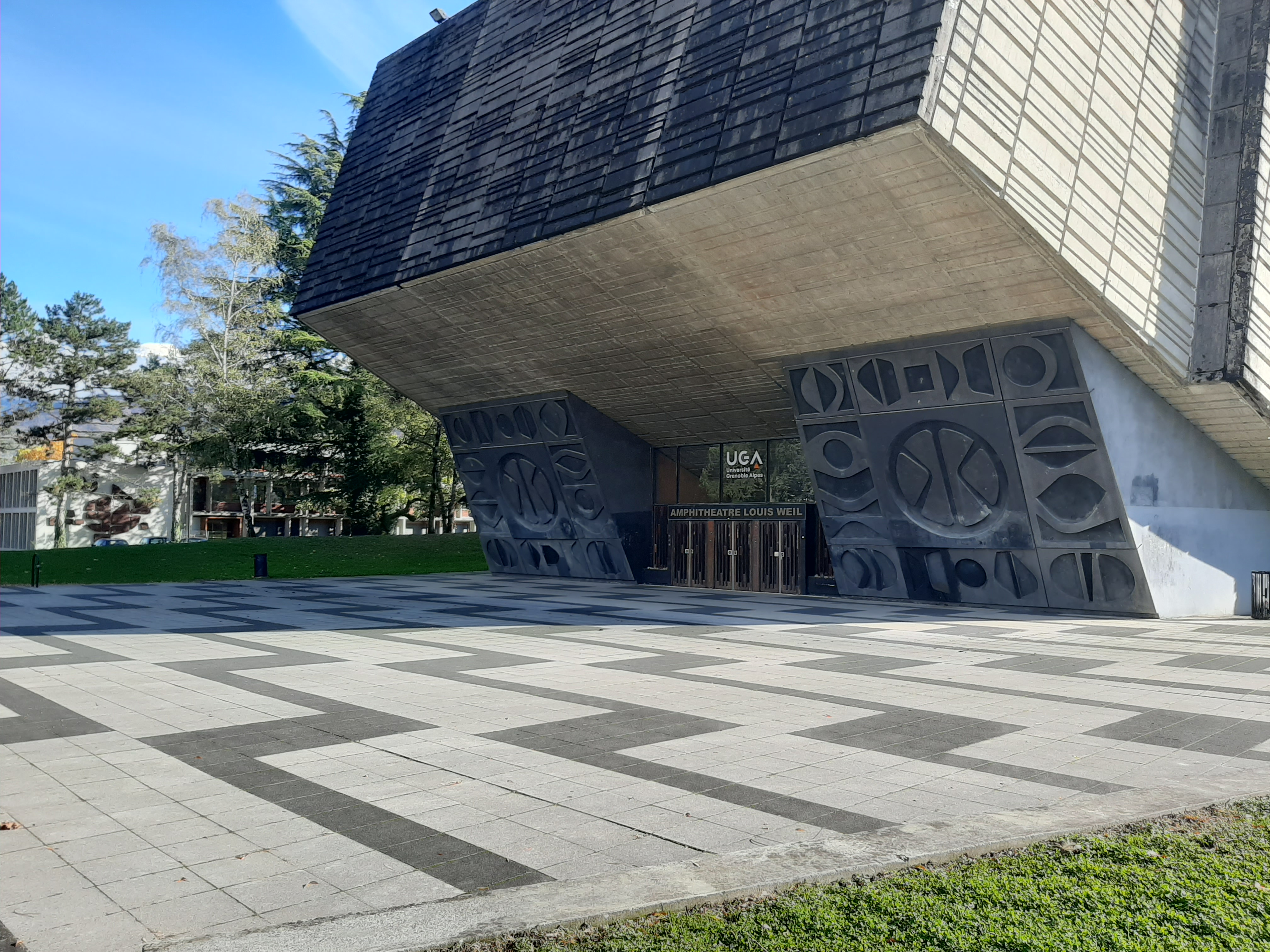
Le bâtiment de l’amphithéâtre Louis Weil sur la Place des Monts du campus grenoblois.

### Toponymie
- L’amphithéâtre Weil à l'Université Grenoble-Alpes porte le nom du scientifique[10].

- À Grenoble, une avenue porte son nom.